# Parc national De Loonse en Drunense Duinen
Le parc national de Loon et des dunes de Drunen (néerlandais : Nationaal Park De Loonse en Drunense Duinen) est une réserve naturelle dans la province néerlandaise du Brabant-Septentrional, entre les villes de Tilbourg, Waalwijk et Bois-le-Duc. Elle protège sur 35 km² un paysage de dunes (duinen = dunes). Le parc national a été créé en 2002.

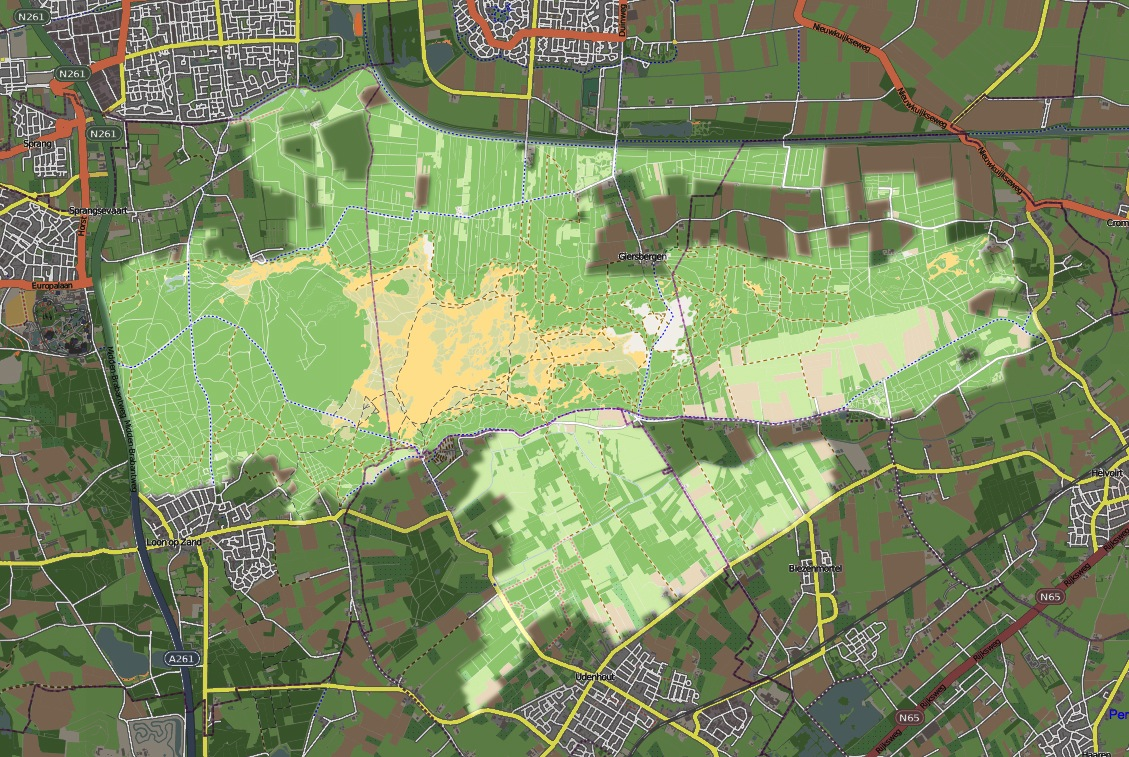
Plan du parc.

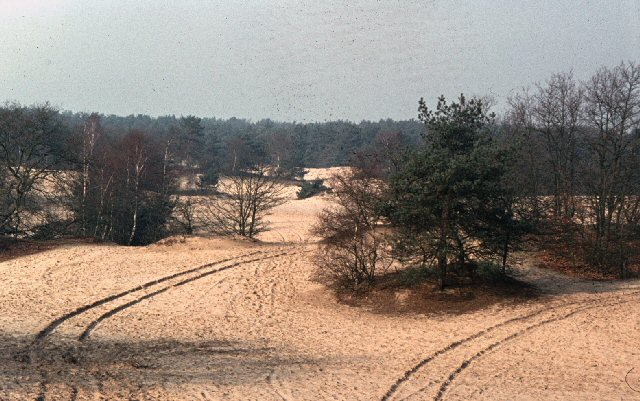
Vue générale des lieux.

## Environnement
La Loonse en Drunense Duinen se compose de forêts et de très grandes dunes, créant un microclimat extraordinaire.

## Galerie

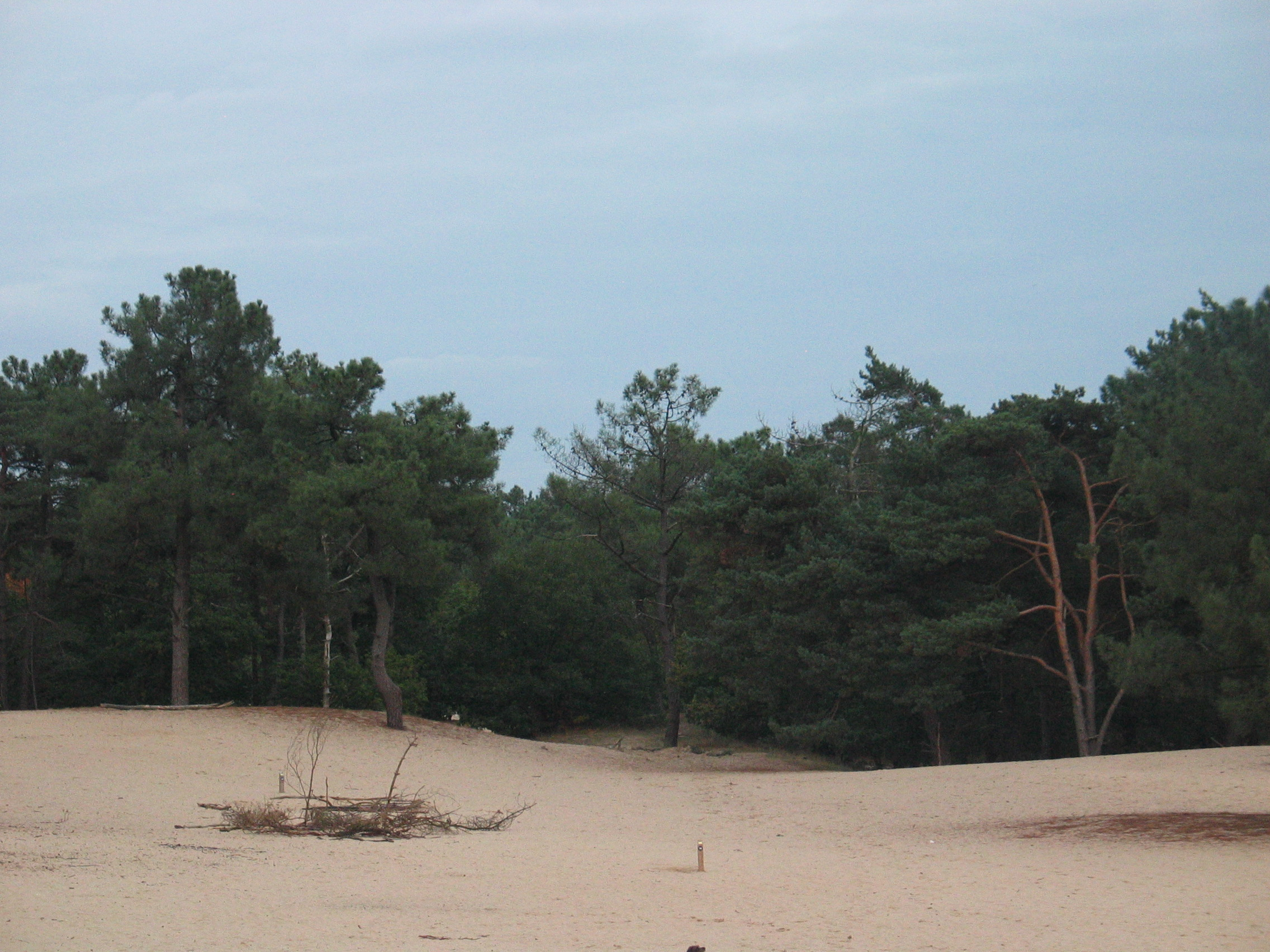
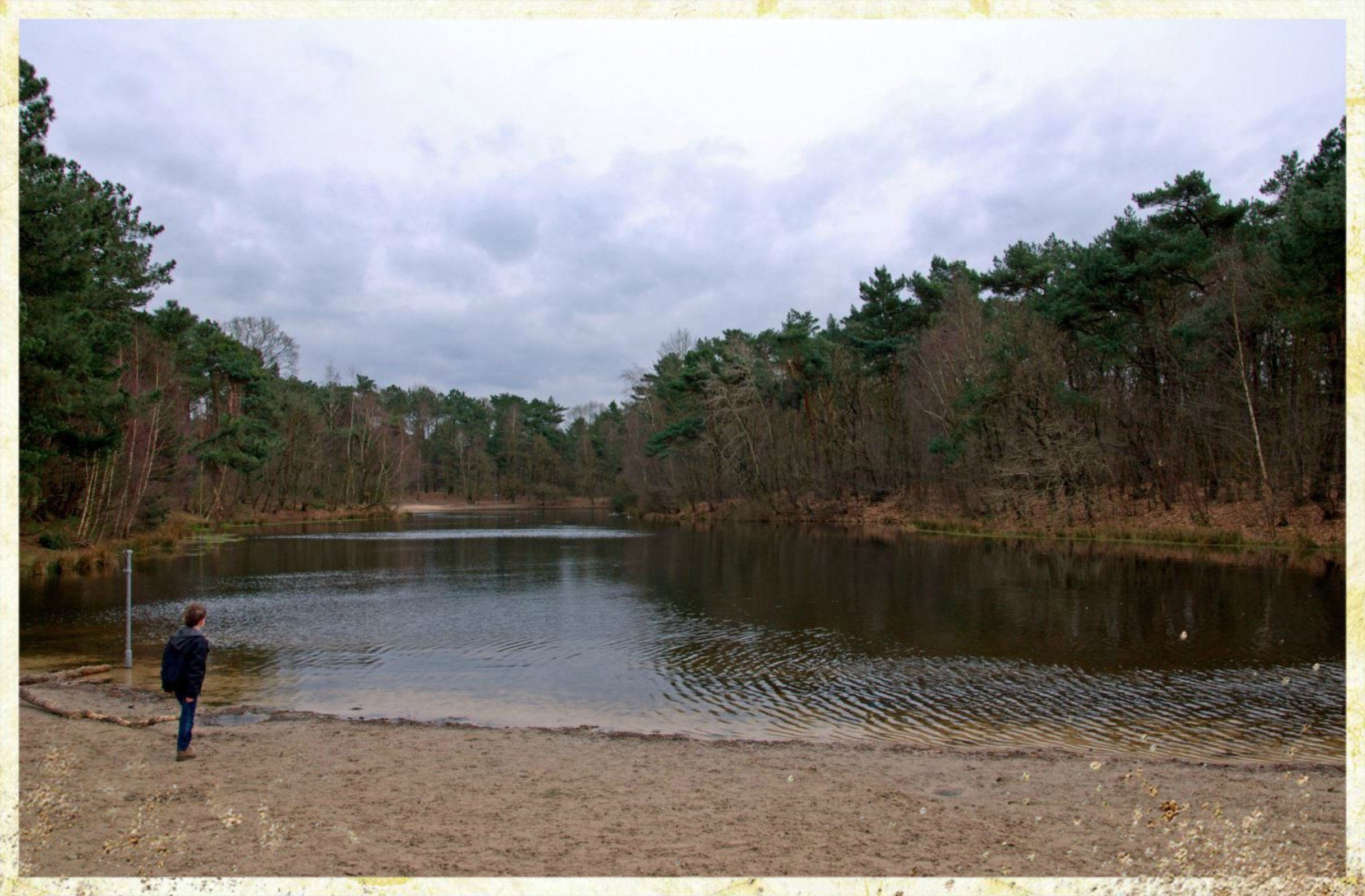
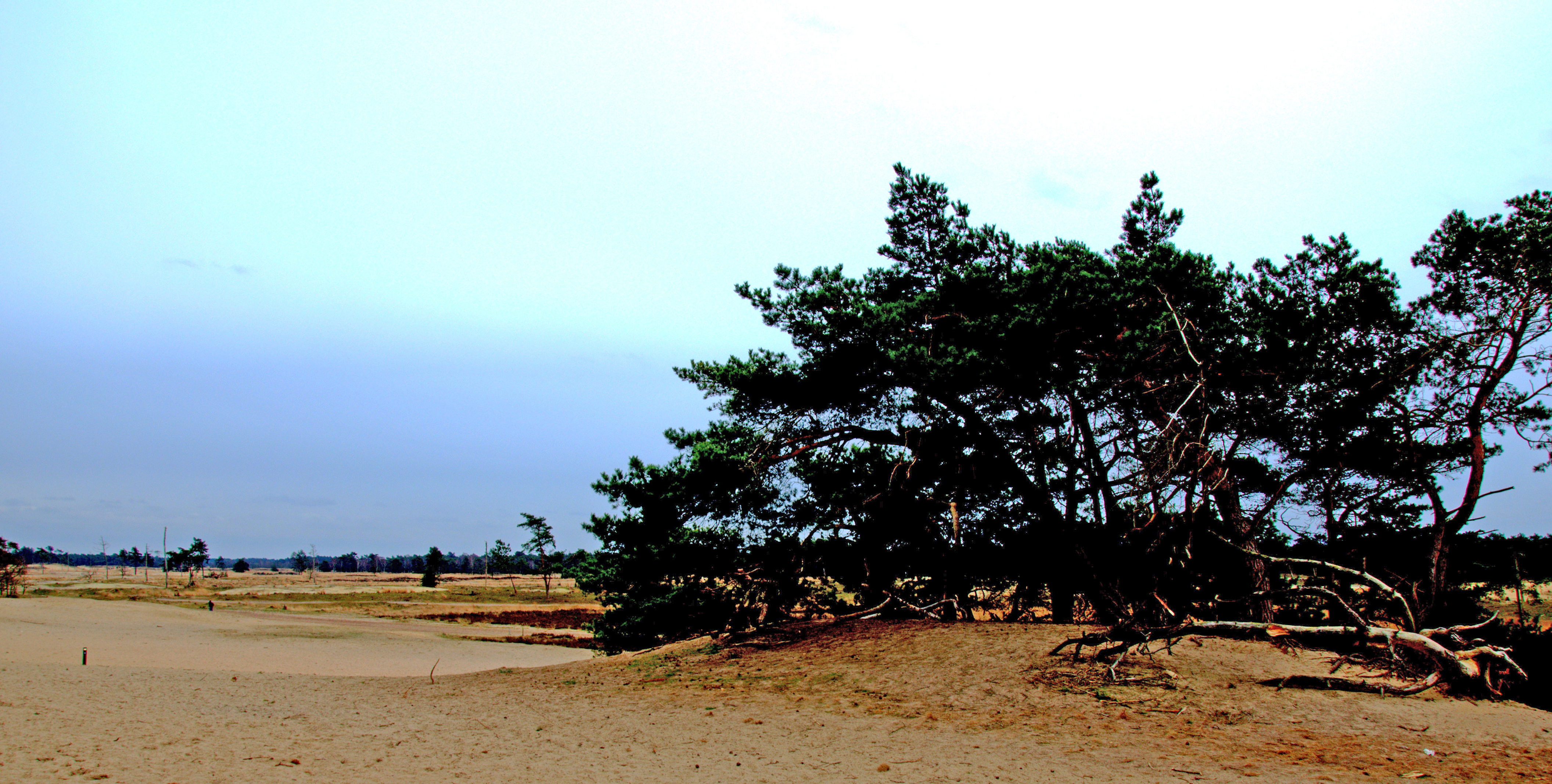
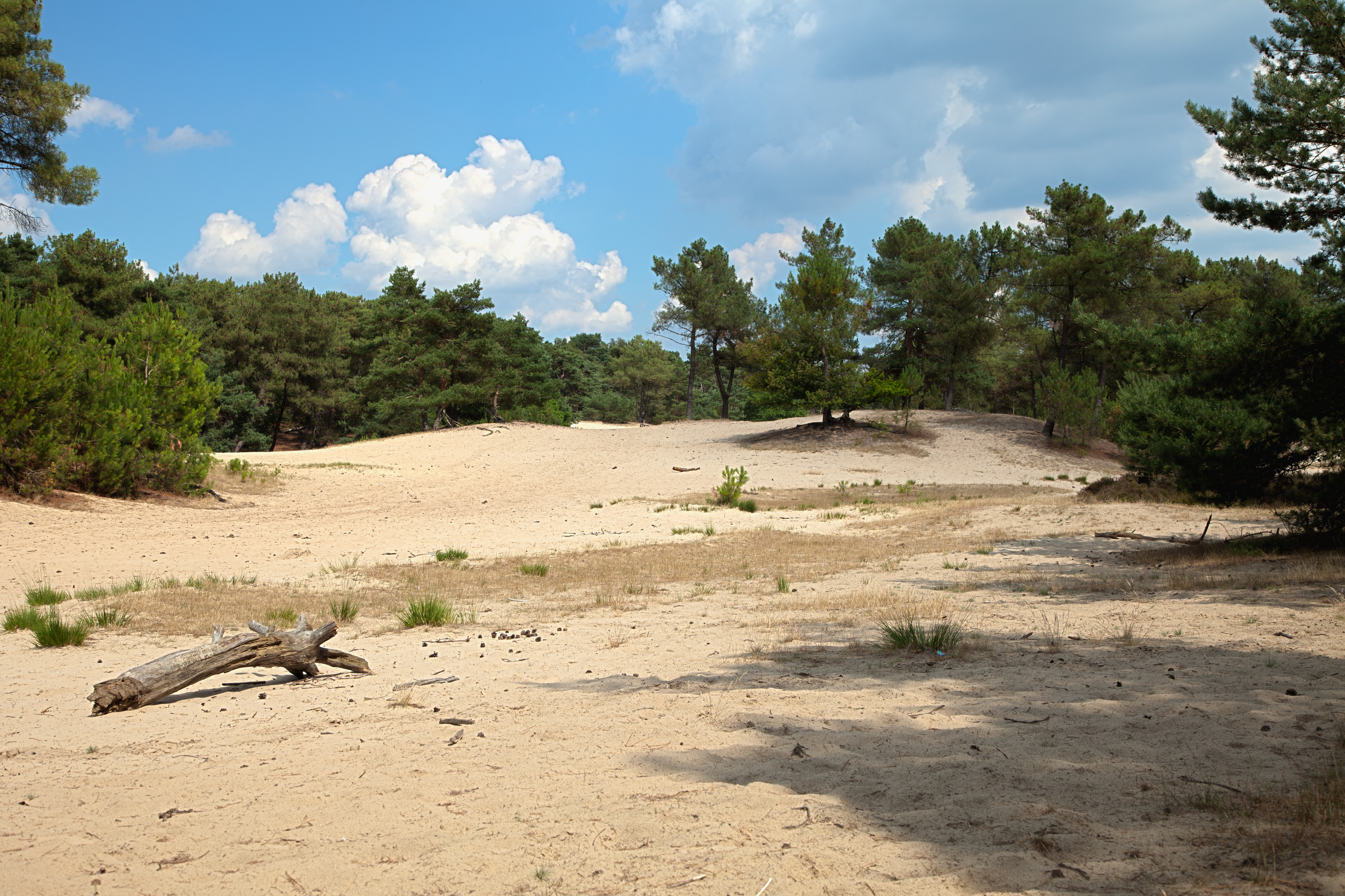